# استفان آلادژوف
استفان آلادژوف (بلغاری: Стефан Атанасов Аладжов؛ زادهٔ ۱۸ اکتبر ۱۹۴۷) بازیکن و مربی فوتبال اهل بلغارستان بود.
از باشگاه‌هایی که در آن بازی کرده‌است می‌توان به باشگاه فوتبال لفسکی صوفیه اشاره کرد.
وی همچنین در تیم ملی فوتبال بلغارستان بازی کرده‌است.